# Sapožok
Sapožok (in russo Сапожок?) è un insediamento di tipo urbano della Russia europea centrale, situato nell'oblast' di Rjazan'; è il centro amministrativo del distretto Sapožkovskij.
Si trova 150 km a sud-est di Rjazan'.